# Charp
Charp (Russisch: Харп; "arctische schittering") is een nederzetting met stedelijk karakter met de status van gorodskoje poselenieje in het westen van het Russische autonome district Jamalië aan de oostzijde van de Arctische Oeral op ongeveer 50 kilometer ten westen van Salechard en 60 kilometer ten zuiden van de noordpoolcirkel.

## Beschrijving
De plaats ligt aan de rivier de Sob en de spoorlijn van Centraal-Rusland naar het 30 kilometer zuidoostelijker gelegen Labytnangi in de buurt van de benedenloop van de Ob. De plaats is vooral gericht op de cementindustrie (Jamalneftegazzjelezobeton); vooral halffabricaten voor de olie- en gasindustrie in het gebied.
Charp heeft ook een aantal gevangenenkampen onder de naam OG 98/3, waar ook Platon Lebedev, voormalig eigenaar van Menatepbank en een zakenpartner van Michail Chodorkovski, tot 2006 gevangen zat, alvorens gezamenlijk met Chodorkovski te worden overgeplaatst naar Tsjita. Eind 2023 werd oppositieleider Aleksej Navalny naar strafkolonie IK-3 bij Charp overgebracht. Hij stierf hier nog geen twee maanden later op 47-jarige leeftijd.
De bewoners noemen het gebied rond de stad ook wel "Arctisch Zwitserland" vanwege de eindeloze bossen en bergen in het gebied. De plaats ontstond tijdens de aanleg van het eerste deel van de Poolcirkelspoorlijn van 1947-1948.
Als onderdeel van het megaproject Industriële Oeral - Arctische Oeral is een grote waterkrachtcentrale gepland, die 260 miljoen roebel (ongeveer 8 miljoen euro) moet gaan kosten.

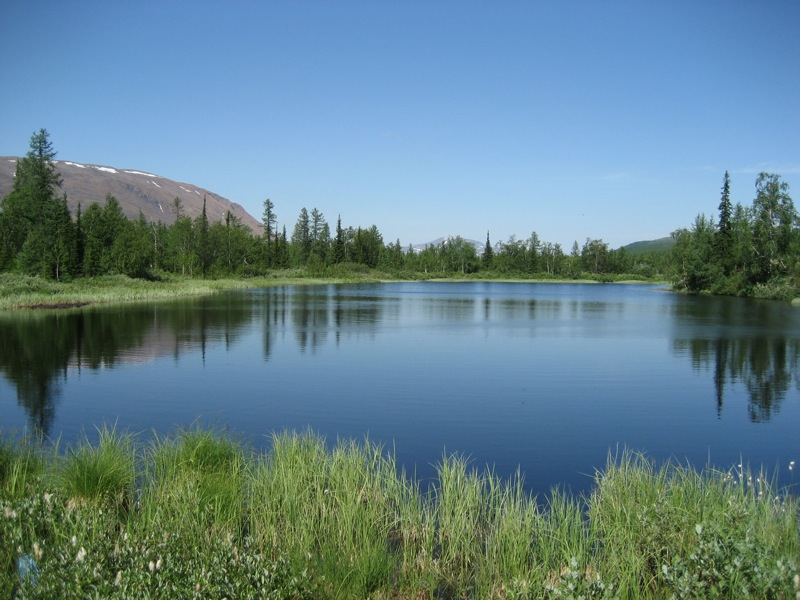
De rivier de Sob ten noorden van Charp (2007)